# Walthère Spring
Walthère Spring, né le 6 mars 1848 à Liège et mort le 17 juillet 1911 à Tilff, est un chimiste, professeur à l'Université de Liège. Il est le fils d'Antoine Spring, médecin et botaniste d’origine bavaroise, naturalisé Belge en 1864.